# Peperomia muscicola
Peperomia muscicola är en pepparväxtart som beskrevs av Henry Nicholas Ridley. Peperomia muscicola ingår i släktet peperomior, och familjen pepparväxter. Inga underarter finns listade i Catalogue of Life.